# Lianghekou (sockenhuvudort i Kina, Hunan Sheng, lat 29,45, long 110,03)
Lianghekou (kinesiska: 两河口, 两河口乡) är en sockenhuvudort i Kina. Den ligger i provinsen Hunan, i den södra delen av landet, omkring 320 kilometer nordväst om provinshuvudstaden Changsha. Antalet invånare är 7 746. Befolkningen består av 3 665 kvinnor och 4 081 män. Barn under 15 år utgör 22,0 %, vuxna 15-64 år 65 %, och äldre över 65 år 11,0 %.
Runt Lianghekou är det ganska tätbefolkat, med 111 invånare per kvadratkilometer. Närmaste större samhälle är Lifuta, 12,9 km söder om Lianghekou. I omgivningarna runt Lianghekou växer i huvudsak blandskog.
Genomsnittlig årsnederbörd är 1 738 millimeter. Den regnigaste månaden är september, med i genomsnitt 307 mm nederbörd, och den torraste är december, med 21 mm nederbörd.